# Église de l'Ascension de Kasli
L'église de l'Ascension (Вознесе́нская це́рковь) est une église orthodoxe au centre de la ville de Kasli dans l'oblast de Tcheliabinsk en Russie. Elle appartient à l'éparchie de Tcheliabinsk de l'Église orthodoxe russe. Elle est inscrite au patrimoine protégé.

## Histoire
L'église est conçue selon les plans d'Ernst Christian Georg Sartorius. La première pierre est bénie le 29 juin 1843. Les travaux sont financés par les habitants de ce village ouvrier.

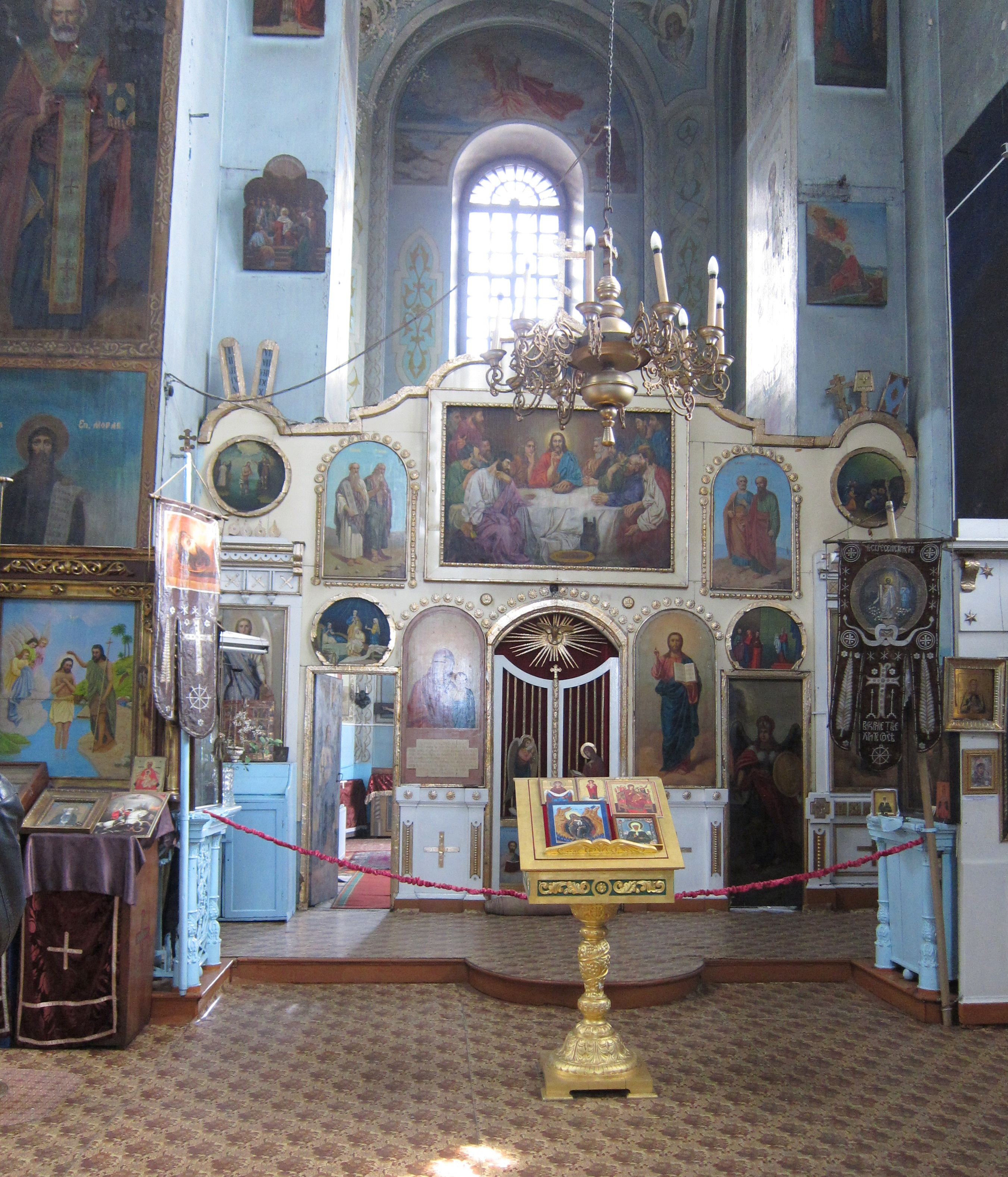
Autel et iconostase.

En 1852, l'abside sud est consacrée à saint Élie, en 1855, c'est l'abside nord au nom de saint Charalampe et l'autel principal est consacré en l'honneur de l'Ascension du Christ. Comme l'église n'est pas chauffée l'hiver, une petite église chauffée est construite tout à côté, au nord de la grande église en 1856-1861; elle est consacrée à saint Nicolas,.
Lorsque le fameux photographe russe Sergueï Prokoudine-Gorski visite la ville en 1909, il fait une série de photographies en couleur du village avec le clocher de l'église. Une des photographies montre l'ensemble de l'église de l'Ascension.
L'église est fermée en mars 1930 par les autorités communistes et vandalisée, le clocher et les croix sont démolis. L'édifice sert de grenier à grain. Elle retourne au culte en 1943,.
Le 30 mars 1971, l'édifice est inscrit au patrimoine protégé d'importance régionale.

## Architecture
L'église de l'Ascension, étant la plus grande de l'éparchie de Tcheliabinsk, elle domine la ville de Kasli. Son plan est en croix avec cinq coupoles en forme de casque. Elle est de style russo-byzantin. Le diamètre de la coupole principale est de 11 mètres, le clocher avec sa croix mesure 56 m de hauteur. La fonte - spécialité de l'usine de la ville - est utilisée dans la décoration de l'édifice, par exemple sur le sol du parvis, du narthex et du milieu de l'église,.

## Photographies

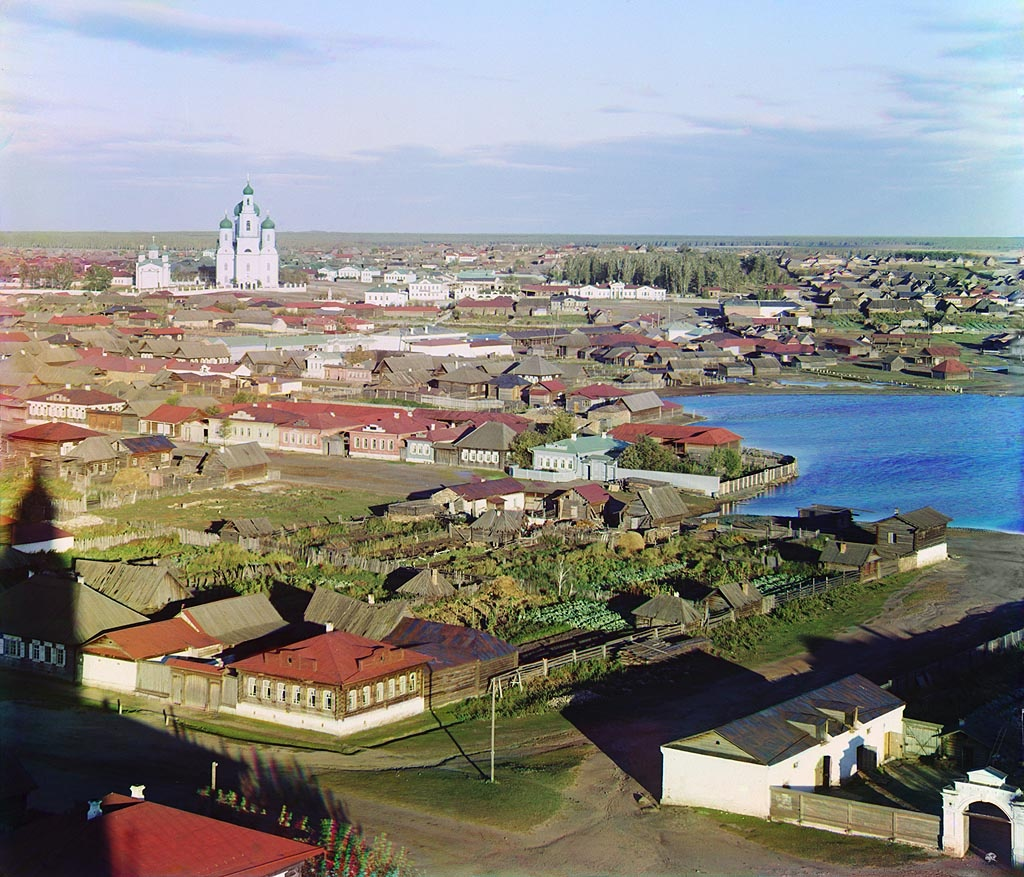
Vue de l'église (au fond) sur une photographie de Sergueï Prokoudine-Gorski, 1909.
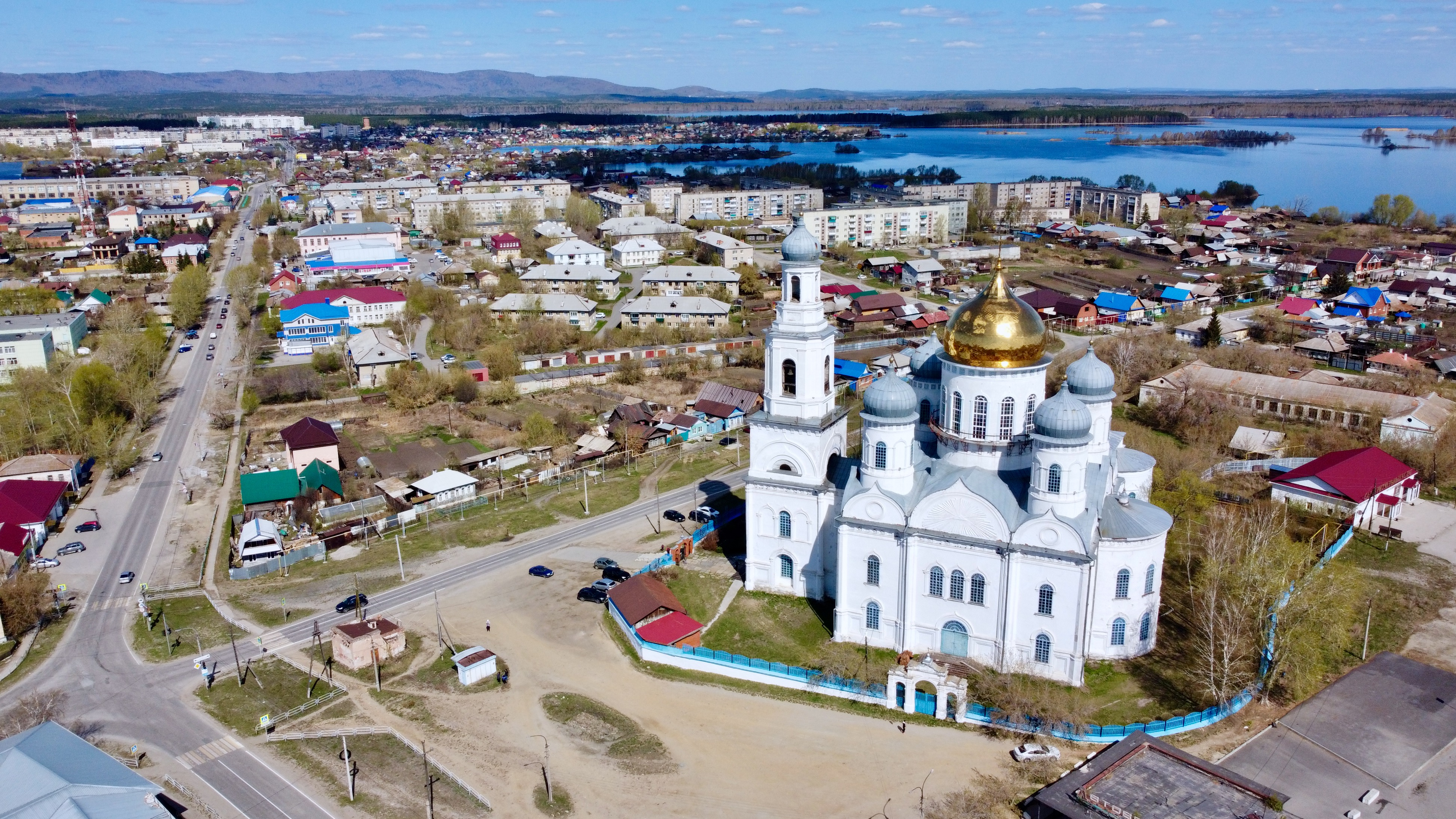
Vue de haut.
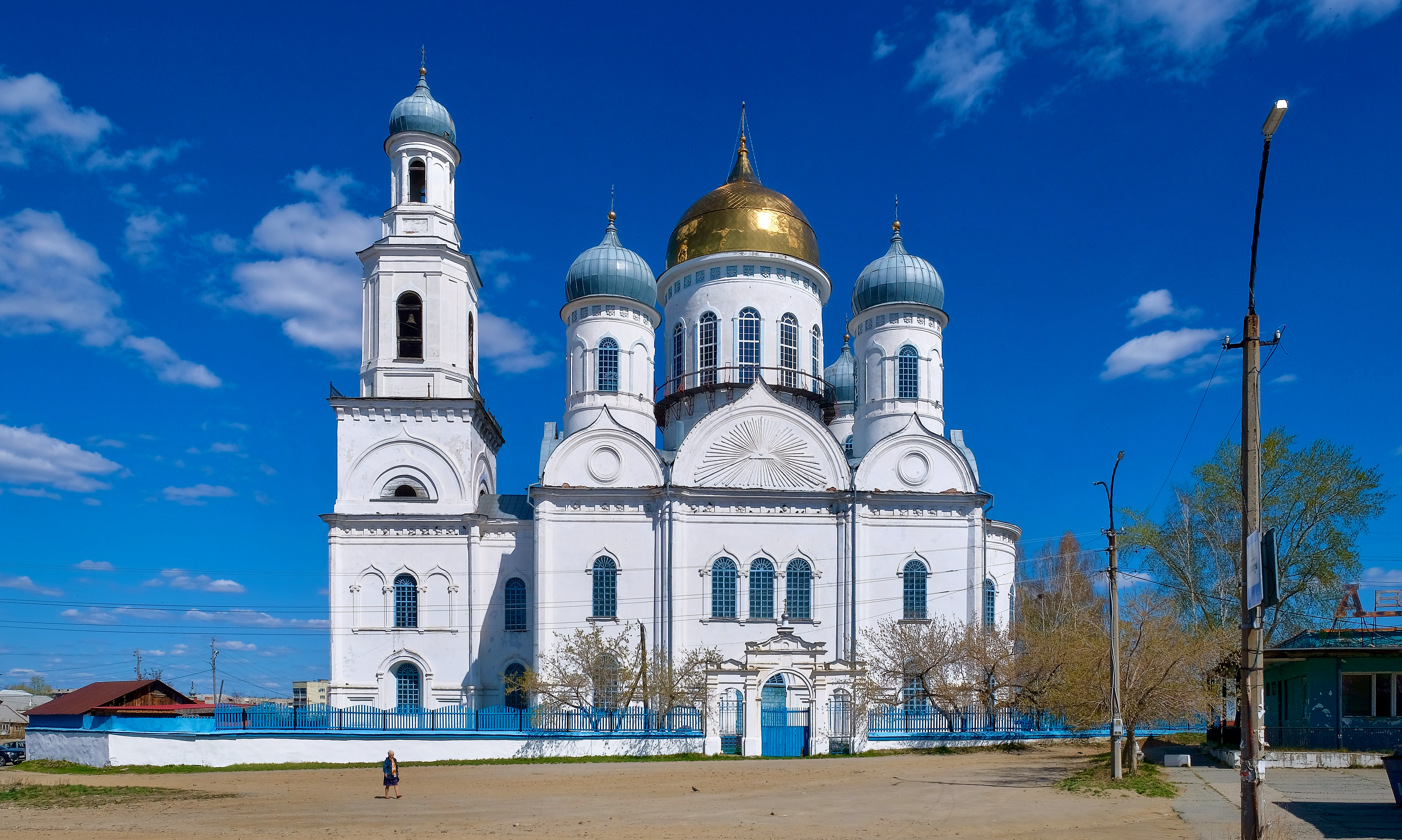
Vue de la rue Lénine.
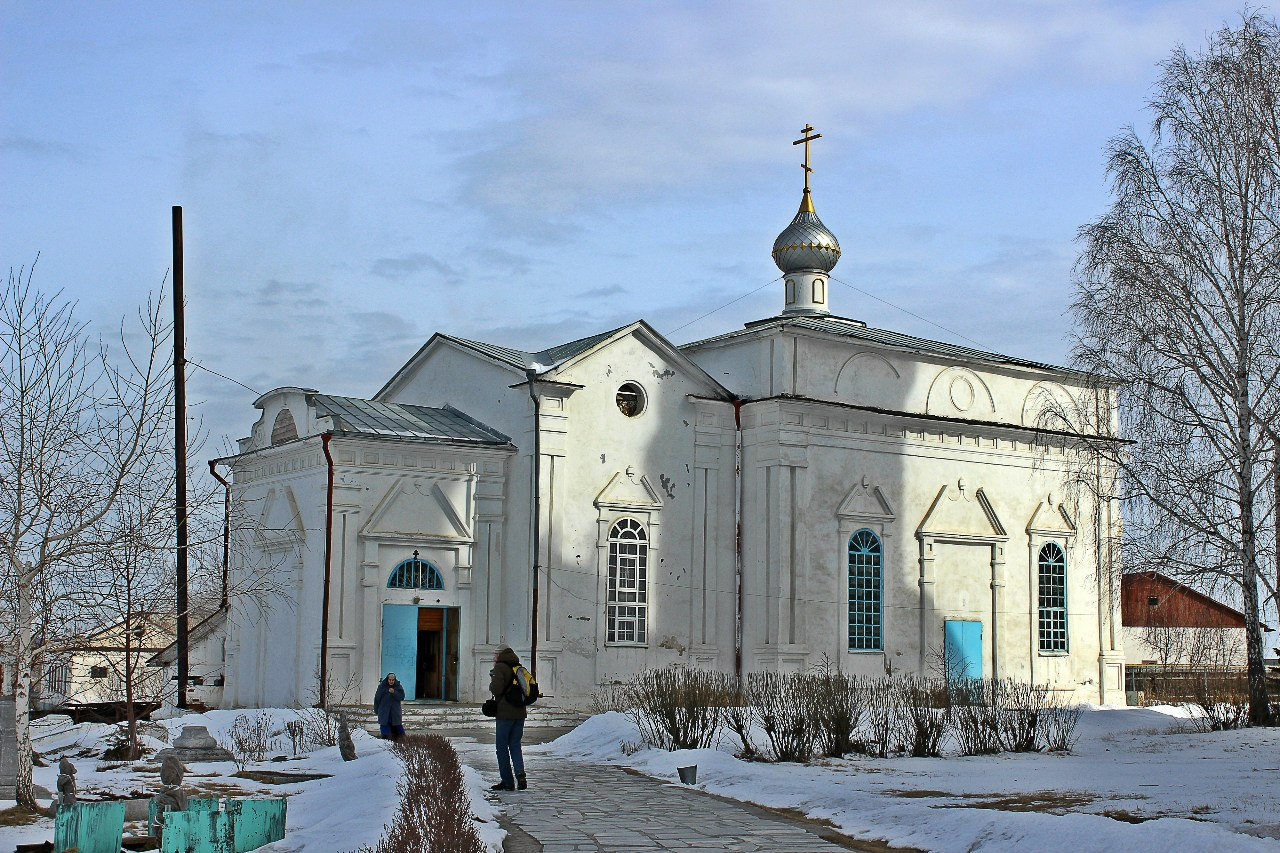
Vue de l'église d'hiver (Saint-Nicolas).
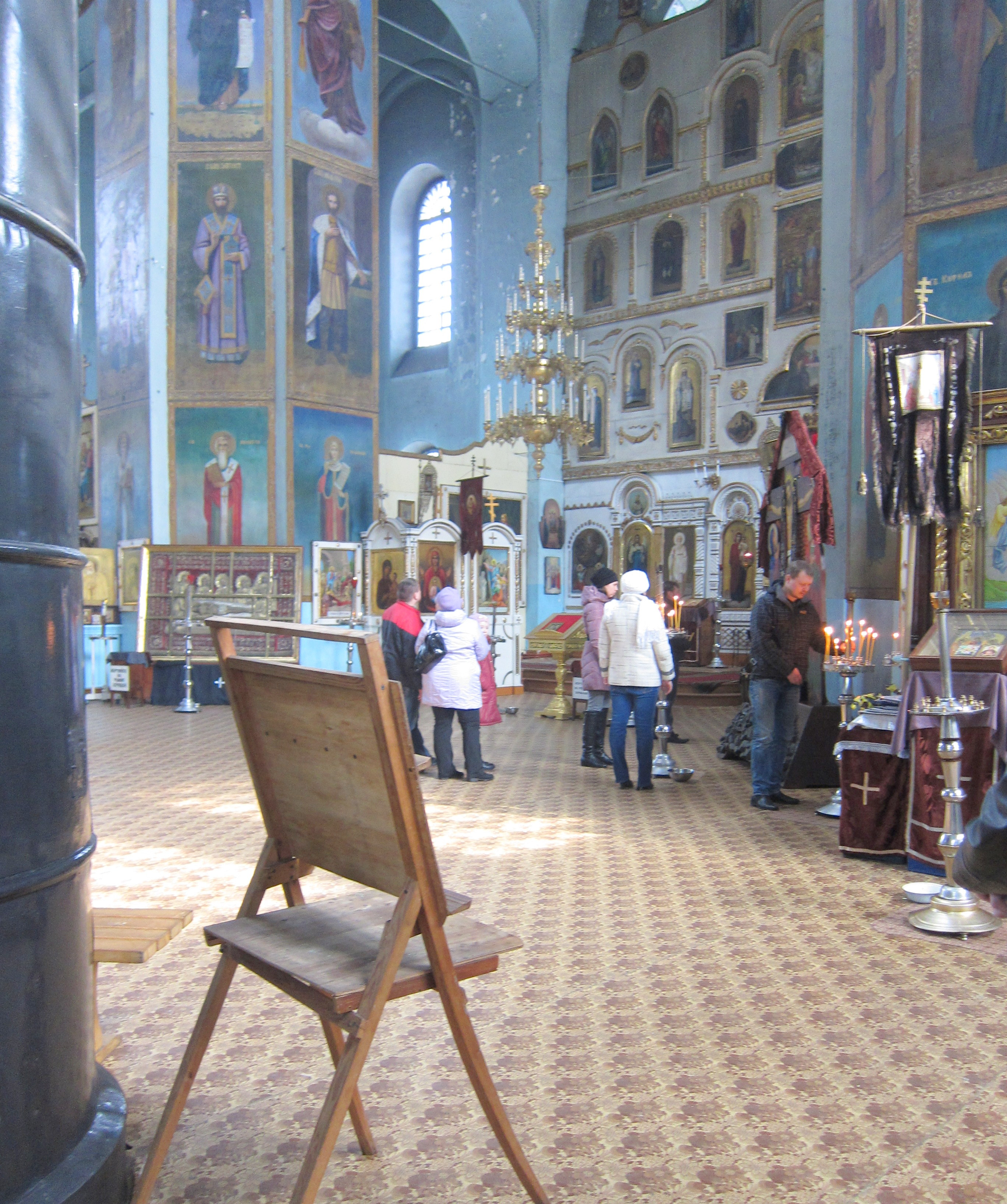
Intérieur.
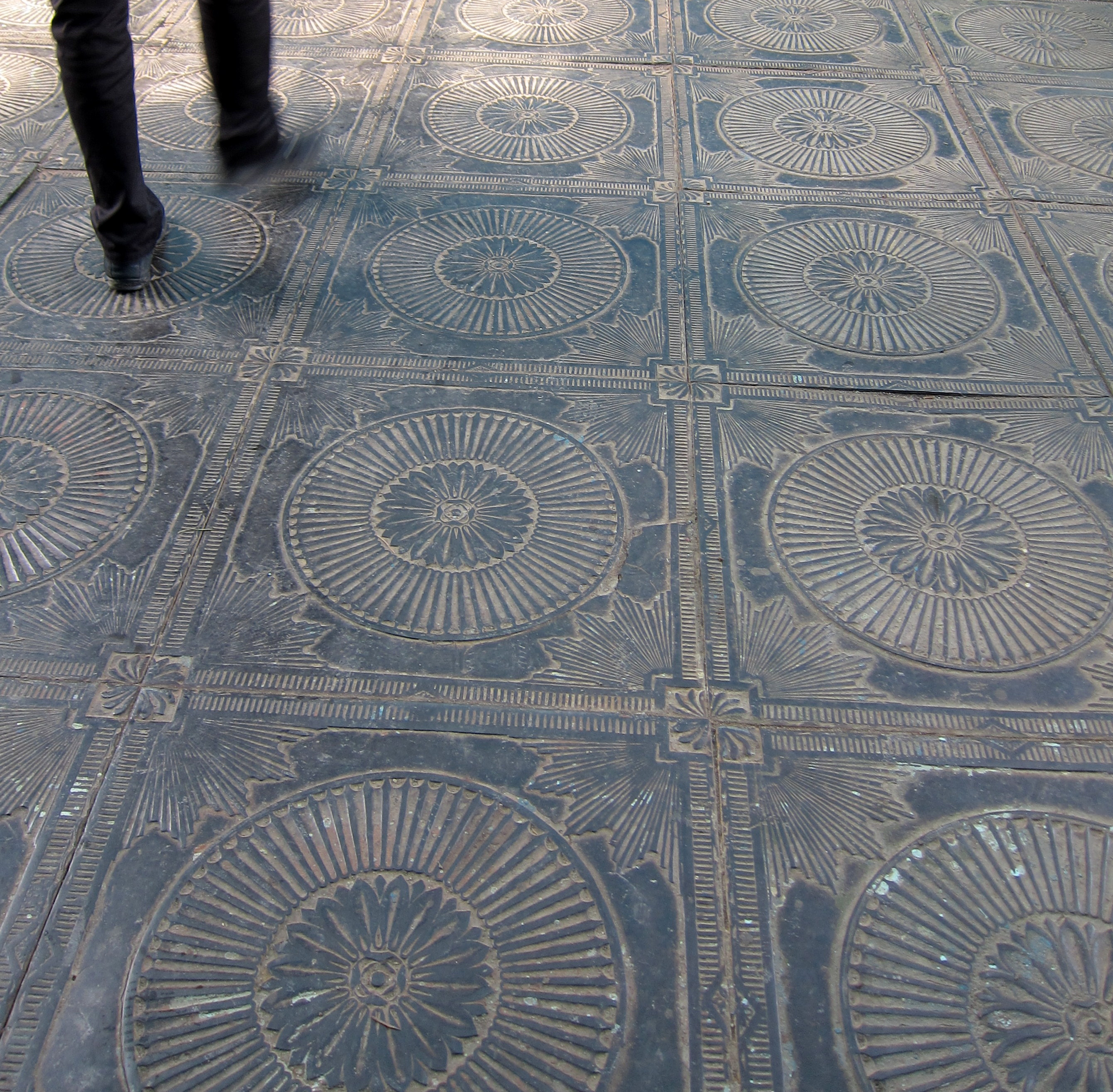
Sol en fonte de l'église.